# NATO-Gipfel in London 2019

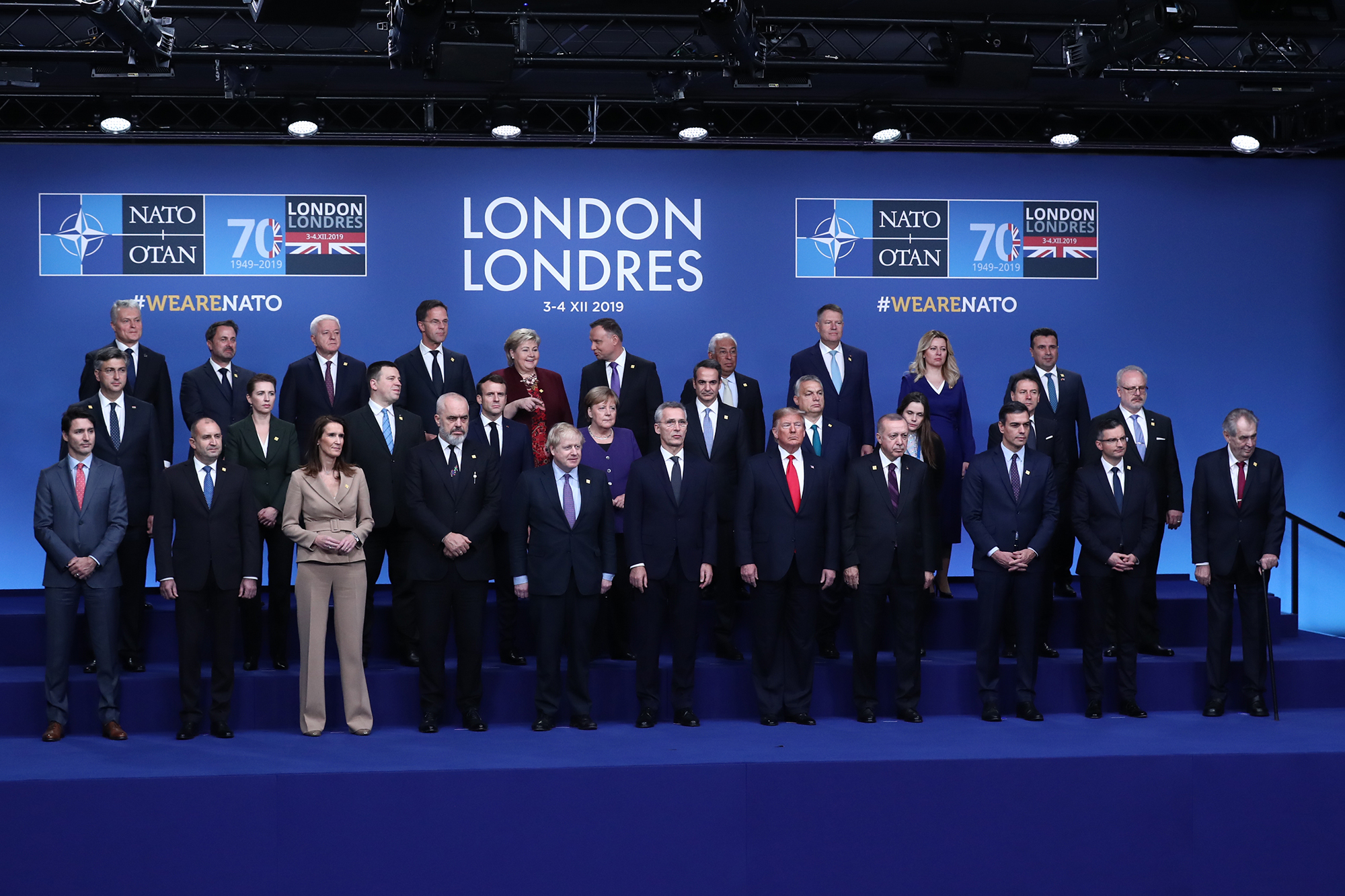
Gruppenfoto der teilnehmenden Regierungschefs

Der NATO-Gipfel 2019 war das 30. formelle Treffen der Staats- und Regierungschefs der Nordatlantikpakt-Organisation. Es fand am 3. und 4. Dezember 2019 im The Grove im Vereinigten Königreich statt.

## Teilnehmer
| Staat                  | Bild            | Name                 | Funktion                   |
| NATO-Mitglieder        | NATO-Mitglieder | NATO-Mitglieder      | NATO-Mitglieder            |
| ---------------------- | --------------- | -------------------- | -------------------------- |
| NATO                   |                 | Jens Stoltenberg     | NATO-Generalsekretär       |
| Albanien               |                 | Edi Rama             | Ministerpräsident          |
| Belgien                |                 | Sophie Wilmès        | Premierministerin          |
| Bulgarien              |                 | Rumen Radew          | Präsident                  |
| Dänemark               |                 | Mette Frederiksen    | Ministerpräsidentin        |
| Deutschland            |                 | Angela Merkel        | Bundeskanzlerin            |
| Estland                |                 | Jüri Ratas           | Premierminister            |
| Frankreich             |                 | Emmanuel Macron      | Staatspräsident            |
| Griechenland           |                 | Kyriakos Mitsotakis  | Ministerpräsident          |
| Island                 |                 | Katrín Jakobsdóttir  | Premierministerin          |
| Italien                |                 | Giuseppe Conte       | Präsident des Ministerrats |
| Kanada                 |                 | Justin Trudeau       | Premierminister            |
| Kroatien               |                 | Andrej Plenković     | Premierminister            |
| Lettland               |                 | Egils Levits         | Präsident                  |
| Litauen                |                 | Gitanas Nausėda      | Präsident                  |
| Luxemburg              |                 | Xavier Bettel        | Premierminister            |
| Montenegro             |                 | Duško Marković       | Ministerpräsident          |
| Niederlande            |                 | Mark Rutte           | Ministerpräsident          |
| Norwegen               |                 | Erna Solberg         | Ministerpräsidentin        |
| Polen                  |                 | Andrzej Duda         | Staatspräsident            |
| Portugal               |                 | António Costa        | Premierminister            |
| Rumänien               |                 | Klaus Johannis       | Präsident                  |
| Slowakei               |                 | Zuzana Čaputová      | Präsidentin                |
| Slowenien              |                 | Marjan Šarec         | Ministerpräsident          |
| Spanien                |                 | Pedro Sánchez        | Ministerpräsident          |
| Tschechien             |                 | Miloš Zeman          | Präsident                  |
| Türkei                 |                 | Recep Tayyip Erdoğan | Präsident                  |
| Ungarn                 |                 | Viktor Orbán         | Ministerpräsident          |
| Vereinigtes Königreich |                 | Boris Johnson        | Premierminister            |
| Vereinigte Staaten     |                 | Donald Trump         | Präsident                  |
| Gaststaaten            |                 |                      |                            |
| Nordmazedonien         |                 | Zoran Zaev           | Ministerpräsident          |

## Kontroversen
US-Präsident Donald Trump bezeichnete die Äußerung des französischen Präsidenten Emmanuel Macron vom November, dass sich die NATO aufgrund ihrer Reaktion auf die türkische Offensive im Nordosten Syriens im Jahr 2019 im Zustand des „Hirntodes“ befinde, als „sehr, sehr bösartig“.
Der türkische Präsident Recep Tayyip Erdoğan bestand darauf, dass die NATO-Mitglieder die kurdische YPG offiziell als Terrororganisation anerkennen. Erdoğan und der griechische Premierminister Kyriakos Mitsotakis trafen sich auch, um ein umstrittenes Seeabkommen zwischen der Türkei und Libyen zur Festlegung von Seezonen im östlichen Mittelmeer zu besprechen.

## Sonstiges
Am 26. November 2019 erschütterte ein Erdbeben Albanien. Auf dem NATO-Gipfel in London führten der albanische Premierminister Edi Rama konstruktive Gespräche mit Macron, Trump, Trudeau, Johnson und anderen europäischen Staats- und Regierungschefs über die Einrichtung einer internationalen Konferenz für Finanzhilfe.